# فرانكلين د. ميلر
فرانكلين د. ميلر (بالإنجليزية: Franklin D. Miller)‏ هو عسكري أمريكي، ولد في 27 يناير 1945 في إليزابيث سيتي في الولايات المتحدة، وتوفي في 30 يونيو 2000.